# Obereopsis pectoralis
Obereopsis pectoralis är en skalbaggsart som först beskrevs av Olof Immanuel von Fåhraeus 1872.  Obereopsis pectoralis ingår i släktet Obereopsis och familjen långhorningar. Inga underarter finns listade i Catalogue of Life.